# Єва-Марія Вестбрук
Єва-Марія Вестбрук (нід. Eva-Maria Westbroek; 26 квітня 1970, Белфаст, Північна Ірландія) — голландська оперна співачка (сопрано), що виконує класичні твори. Мала успішні виступи на сцені усіх провідних оперних театрів і концертних залів світу, включаючи Метрополітен-опера, Франкфуртський театр опери та балета, Стопера, Німецька державна опера, Опера Бастилія, Баварська державна опера, Королівський театр Ла Монне, Баден-Баденський театр, Віденська державна опера, Саксонська державна опера Дрездена.

## Життєпис
Єва-Марія Вестбрук народилася в столиці Північної Ірландії — Белфасті. Дитинство пройшло в Нідерландах, куди її батьки переїхали. Умінню виконувати класичні твори голосом сопрано навчалася у Королівській консерваторії Гааги з 1988 по 1995 рік. На той час її вчителями з вокалу були Іріс Адамі Коррадетті та Джеймс МакКрей. Вона стала призером на міжнародному конкурсі в Римі, дебютуючи у двадцятип'яти річному віці в роль Флорії Тоски на сцені театру Манцоні. Незабаром її сім'ю спіткало горе — померла мати. Ця подія мала значний негативний вплив на Вестбрук. Вона втратила віру в себе і це призвело до страху виступу на публіку. Побороти цей страх вона змогла лише завдяки роботі в якості офіціантки. У 2001 році вона перемогла у музичному конкурсі та у якості нагороди отримала контракт зі Штутгарськой державною оперою. Після цього в період з 2001 по 2006 рік вона виконувала наступні ролі: Карлотта Нарді (Die Gezeichneten), Флорія Тоска (Тоска), Емілія Марті (Засіб Макропулоса), Дездемона (Отелло), Донна Анна (Дон-Жуан), Марія (Продана наречена), Герцогиня Пармська (Доктор Фауст). Успішність виступів Вестбрук була відмічена присудженням почесного звання «Kammersänger». В 2006 році вона розпочала турне містами Північної Америки. Єва-Марія отримала роль Енуфи в однойменній опері разом з Чиказьким симфонічним оркестром. У тому ж році вона дебютувала в Нідерландській опері з роллю Катерини в опері Леді Макбет з Мценского повіту. Найбільшого міжнародного розголосу Вестбрук отримала за головну роль в опері — Анна Ніколь. Граючи головну героїню їй довелося використовувати накладний бюст, щоб відповідати антропометричним параметрам Анна-Ніколь Сміт. Це, в свою чергу, створило перешкоди для виконання на повну силу співу, оскільки накладний бюст перешкоджав нормальній роботі діафрагми. Наразі Вестбрук продовжує виступи працюючи разом з такими всесвітньовідомими диригентами, як: Марек Яновський, Бернард Гайтінк, Удо де Варт, Маріс Янсонс, Крістоф фон Донаньї та іншими. Серед інших її нагород є і національна нідерландська нагорода «VSCD Classical Music» в категорії «Найбільш вражаючі індивідуальні художні досягнення». З весни 2014 вона працює послом соціальної організації «музиканти без кордонів». Одружена, чоловік відомий голландський тенор — Френк ван Акен.